# Das Haidedorf
Das Haidedorf ist eines der frühen Werke von Adalbert Stifter. 1840 erschien die Erzählung als Journalfassung in der Wiener Zeitschrift für Kunst, Literatur, Theater und Mode. 1844 wurde die Erzählung gründlich überarbeitet und in Buchform zusammen mit anderen Texten Stifters unter dem Titel „Studien“ veröffentlicht.
Die Erzählung handelt von einem Haidebewohner namens Felix, der in einer ländlichen Gegend unter dem prägenden Einfluss der Natur und seiner Großmutter, die ihm Bibelgeschichten erzählt, aufwächst. Zu einem jungen Mann herangereift verlässt er seine Heimat und bereist ferne Länder, um zu lernen. Jahre später kehrt er als erfolgreicher und gebildeter Dichter zurück zu seiner Familie.

## Inhalt
Das Haidedorf ist in vier Kapitel unterteilt. Das erste Kapitel Die Haide beschreibt Felix glückliche Kindheit auf der Heide. Das zweite Kapitel Das Haidehaus stellt Felix Familie vor und berichtet von seinem Aufbruch. Im dritten Kapitel Das Haidedorf kehrt Felix in seine Heimat zurück. Im vierten Kapitel weichen die Journal- und die Studienfassung inhaltlich voneinander ab. Dies zeigt sich schon am jeweiligen Titel. So heißt es in der Journalfassung: Der Haidebesuch und in der Studienfassung: Der Haidebewohner.